# Liolaemus tregenzai
Liolaemus tregenzai este o specie de șopârle din genul Liolaemus, familia Tropiduridae, descrisă de Pincheira-donoso și Scolaro în anul 2007. Conform Catalogue of Life specia Liolaemus tregenzai nu are subspecii cunoscute.